# Anno (seria)
Anno – seria gier komputerowych z gatunku RTS tworzonych przez Max Design, Related Designs i Ubisoft Blue Byte.

## SeriaAnno
| Tytuł                              | Premiera             | Producent                          | Dodatki | inne                                           |
| ---------------------------------- | -------------------- | ---------------------------------- | --- | ---------------------------------------------- |
| Anno 1602: Tworzenie Nowego Świata | 26 listopada 1998    | Max Design                         | Anno 1602: New Islands, New Adventures (1998) Anno 1602: Im Namen des Königs (1998) Anno 1602: By Royal Command (1998) | wydany w USA jako 1602 A.D.                    |
| Anno 1503: Nowy Świat              | 29 października 2002 | Max Design                         | Treasures, Monsters and Pirates (2004) | wydany w USA jako 1503 A.D.: The New World     |
| Anno 1701                          | 26 października 2006 | Related Designs                    | Klątwa smoka (2007) | sprzedawany również jako 1701 A.D.             |
| Anno 1404                          | 25 czerwca 2009      | Related Designs, Ubisoft Blue Byte | Wenecja (2010) | wydany w USA jako Dawn of Discovery            |
| Anno 2070                          | 17 listopada 2011    | Related Designs, Ubisoft Blue Byte | Tajemnicza błękitna głębia (2012) |                                                |
| Anno 2205                          | 3 listopada 2015     | Ubisoft Blue Byte                  | Tundra (2016) Orbit (2016) Frontiers (2016) |                                                |
| Anno 1800                          | 16 kwietnia 2019     | Ubisoft Blue Byte                  | Sunken Treasures (2019) Botanica (2019) The Passage (2019) Seat of Power (2020) Bright Harvest (2020) Land of Lions (2020) Docklands (2021) Tourist Season (2021) The High Life (2021) Seeds of Change (2022) Empire of the Skies (2022) New World Rising (2022) | pierwsza gra z głównej serii wydana na konsole |
| Anno 117: Pax Romana               | 2025                 | Ubisoft Blue Byte                  | | zapowiedziana na PC i konsole                  |

### Spin-offy
- Anno 1701: Dawn of Discovery – 24 sierpnia 2007 (NDS, Wii)[8]
- Anno: Create a New World – 20 maja 2009 (NDS)[9]
- Anno Online – 15 maja 2013[10]
- Anno: Build An Empire – 20 listopada 2014 (iOS)[11], 23 kwietnia 2015 (Android)[12]
- Anno 2205: Asteroid Miner –  4 listopada 2015 (iOS, Android)[13]